# Âouinet Bel Egrâ
Âouinet Bel Egrâ (também escrita Aouinet Bélagraa) é uma vila na comuna de Tindouf, no distrito de Tindouf, província de Tindouf, Argélia. Está no deserto do Saara, aproximadamente 160 quilômetros ao sudoeste de Tindouf. Existe um campo de refugiados saarauís aqui chamado Dakhla.